# Michailowka (Kaliningrad, Tschernjachowsk)
Michailowka (russisch Михайловка, deutsch Moulienen, 1938–1945 Moulinen, litauisch Molynė) ist ein Ort in der russischen Oblast Kaliningrad. Er gehört zur kommunalen Selbstverwaltungseinheit Stadtkreis Tschernjachowsk im Rajon Tschernjachowsk.

## Geographische Lage
Michailowka liegt am Nordwestufer der Inster (russisch: Instrutsch), 24 Kilometer nordöstlich der Stadt Tschernjachowsk (Insterburg). Durch den Ort führt die Kommunalstraße 27K-175 von Majowka an der Regionalstraße 27A-009 (ex A197) nach Uljanowo (Kraupischken/Breitenstein) an der Regionalstraße 27A-033 (ex A198). 
Ein Bahnanschluss besteht nicht mehr, seit die Bahnstrecken Insterburg–Kraupischken und Ragnit–Kraupischken der einstigen Insterburger Kleinbahnen nach 1945 außer Betrieb gesetzt wurden. An beiden Bahnlinien war Moulienen Bahnstation.

## Geschichte
Der vor 1945 Moulienen bzw. Moulinen genannte Ort war seinerzeit geprägt von einem Gutsbetrieb und einer Ziegelei. Letztere stand 500 Meter östlich des Gutes. Am 15. April 1874 wurde Moulienen Amtsdorf und damit namensgebend für einen neu errichteten Amtsbezirk. Dieser gehörte – bei Umbenennung am 25. Juli 1939 in „Amtsbezirk Moulinen“ – bis 1922 zum Kreis Ragnit, danach zum Landkreis Tilsit-Ragnit im Regierungsbezirk Gumbinnen der preußischen Provinz Ostpreußen. Im Gutsbezirk Moulienen mit den Ortschaften Klein- und Neu-Moulienen lebten im Jahre 1910 insgesamt 225 Einwohner.
Am 30. September 1928 schlossen sich die Gutsdörfer Karpotschen (1938–1945: Karpenfeld, heute nicht mehr existent) und Moulienen zur neuen Landgemeinde Moulienen zusammen. Die Bevölkerungszahl belief sich 1933 auf 207 und betrug 1939 noch 204. Am 3. Juni 1938 änderte sich – mit amtlicher Bestätigung vom 16. Juli 1938 – die Namensschreibweise in „Moulinen“.
Im Jahre 1945 wurde der Ort in Kriegsfolge mit dem nördlichen Ostpreußen der Sowjetunion zugeordnet. 1950 erhielt er die russische Bezeichnung „Michailowka“ und wurde dem Dorfsowjet Kaluschski selski Sowet im Rajon Tschernjachowsk zugeordnet. Von 2008 bis 2015 gehörte Michailowka zur Landgemeinde Kaluschskoje selskoje posselenije und seither zum Stadtkreis Tschernjachowsk.

### Amtsbezirk Moulienen/Moulinen (1874–1945)
Bei der Bildung des Amtsbezirks Moulienen im Jahre 1874 wurden 18 Dörfer, 14 Landgemeinden (LG) und vier Gutsbezirke (GB), eingegliedert:
| Name                                        | Namensänderung (1938–1946) | Russischer Name | Bemerkungen                                                   |
| ------------------------------------------- | -------------------------- | --------------- | ------------------------------------------------------------- |
| Barsden (LG)                                | Barden                     |                 | 1929 in die LG Krauleidzen eingegliedert                      |
| Birkenstrauch (GB)                          |                            |                 | 1928 in die LG Rucken, Amtsbezirk Kraupischken, eingegliedert |
| Buttkuhnen (LG)                             | Tilsental                  | Pokrowskoje     |                                                               |
| Dirsen (LG)                                 |                            |                 |                                                               |
| Errehlen (LG)                               | Rehlen                     | Worotynowka     | 1929 in die LG Sakalehnen eingegliedert                       |
| Guddaschen                                  | Freienfelde                |                 |                                                               |
| Karpotschen (GB)                            | Karpenfeld                 |                 | 1928 in die LG Moulienen eingegliedert                        |
| Kaschelen (LG)                              | Kasseln                    | Koschelewo      |                                                               |
| Krauleidszen, 1936–1938: Krauleidschen (LG) | Erlenfeld                  |                 |                                                               |
| Moulienen (GB)                              | Moulinen                   | Michailowka     | 1928 in eine Landgemeinde umgewandelt                         |
| Patilszen, 1936–1938: Patilschen (LG)       | Tilsen                     | Koschelewo      |                                                               |
| Sakalehnen (LG)                             | Falkenort                  | Worotynowka     |                                                               |
| Staggen (LG)                                |                            |                 |                                                               |
| Sziebarten (LG)                             |                            |                 | 1928 in „Meldienen“ umbenannt                                 |
| Tilsewischken (GB)                          | Tilsenberg                 | Grosnoje        | 1928 in die LG Butkuhnen eingegliedert                        |
| Wiswainen (LG)                              | Birkenstein                |                 |                                                               |
| Wittschunnen (LG)                           | Wittenhöhe                 | Borowoje        |                                                               |
| Worreningken (LG)                           | Woringen (Ostpr)           | Uspenskoje      |                                                               |

Am 1. Januar 1945 bildeten noch 13 Gemeinden den Amtsbezirk Moulinen: Birkenstein, Dirsen, Erlenfeld, Falkenort, Freienfelde, Kasseln, Meldienen, Moulinen, Staggen, Tilsen, Tilsental, Wittenhöhe und Woringen.

## Kirche
Die Bevölkerung Moulienens war vor 1945 fast ausnahmslos evangelischer Konfession und somit in das Kirchspiel der Kirche Kraupischken (1938–1946 Breitenstein, heute russisch: Uljanowo) eingepfarrt. Dieses gehörte zum Superintendenturbezirk Ragnit (heute russisch: Neman) im Kirchenkreis Tilsit-Ragnit in der Kirchenprovinz Ostpreußen der Kirche der Altpreußischen Union. Heute liegt Michailowka im Einzugsgebiet der in den 1990er Jahren neu entstandenen evangelisch-lutherischen Gemeinde in Schtschegly (Saugwethen, 1938–1946 Saugehnen) in der Kirchenregion Tschernjachowsk (Insterburg) in der Propstei Kaliningrad der Evangelisch-lutherischen Kirche Europäisches Russland.